# Rally RACE de España de 1973
El Rally RACE de España de 1973, oficialmente 21.º RACE Rally de España, fue la vigésimo primera edición, la vigésimo primera ronda de la temporada 1973 del Campeonato de Europa y la decimotercera de la temporada 1973 del Campeonato de España de Rally. Se celebró del 26 al 28 de octubre y contó con un itinerario de veintiséis tramos repartidos en dos etapas. La primera partía desde la Avenida del Generalísimo y contaba con casi novecientos kilómetros de recorrido con trece pruebas y final en Cuenca, mientras que la segunda con algo menos, 750 km, también contaba con trece tramos algunos de ellos sobre tierra. La prueba terminaba en Madrid.
Cincuenta y cinco equipos se inscribieron en la prueba de los que tomaron la salida finalmente cuarenta y siete. La prueba contó con solo tres pilotos extranjeros en gran parte porque el campeonato de Europa ya estaba decidido y además las fechas coincidían con otra prueba en Austria puntuable para el campeonato de marcas.

## Clasificación final
| Pos. | Piloto              | Copiloto                  | Automóvil                  | Puntos | Diferencia |
| ---- | ------------------- | ------------------------- | -------------------------- | ------ | ---------- |
| 1.   | Jorge Bäbler        | Ricardo Antolín           | SEAT 1430-1800             | 10.167 | 0.0        |
| 2.   | Estanislao Reverter | Antonio Reverter          | Alpinche                   |        | 1,5        |
| 3.   | Claude Haldi        | Federico van der Hoeven   | Porsche 911 Carrera RS 2.7 |        | 2,6        |
| 4.   | Marc Etchebers      | Marie-Christine Etchebers | Porsche 911 S              |        | 2,13       |
| 5.   | Antonio Zanini      | Jordi Sabater             | SEAT 1430-1600             |        | 7,55       |
| 6.   | Juan Carlos Pradera | Ricardo Comyn             | SEAT 124 Proto             |        | 10,31      |
| 7.   | «Crady»             | Víctor Fernández          | Porsche 914/6 GT           |        | 17,59      |
| 8.   | «Squalo Ribera»     | «Goyanes»                 | BMW 2002 Ti                |        | 29,40      |
| 9.   | Gekados             | Gascó                     | SEAT 1430-1550             |        | 34,41      |
| 10.  | Luis Valero         | Alonso                    | SEAT 1430-1600             |        | 38,02      |